# دوچرخه کوهستان

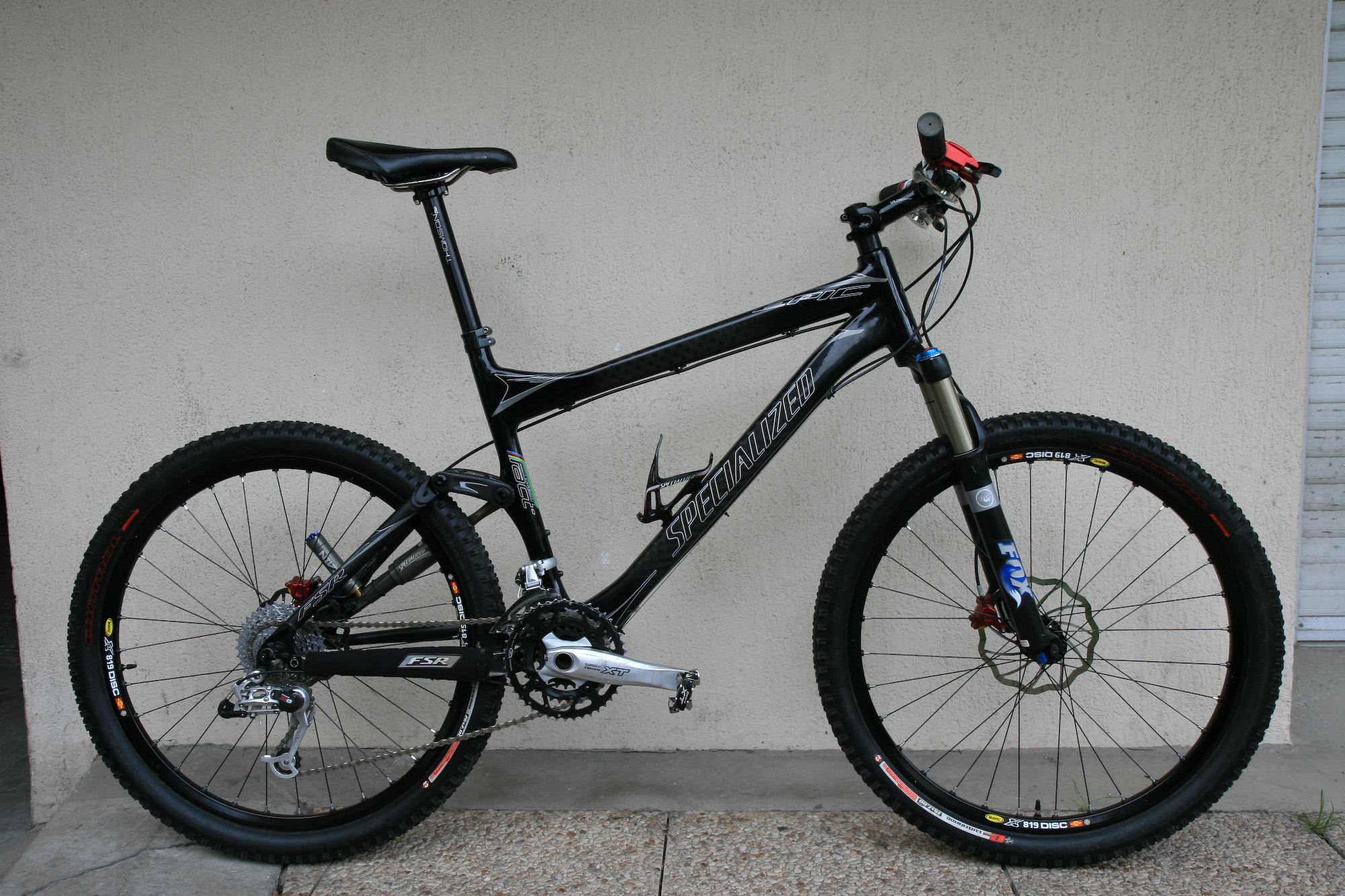
یک دوچرخه کوهستان

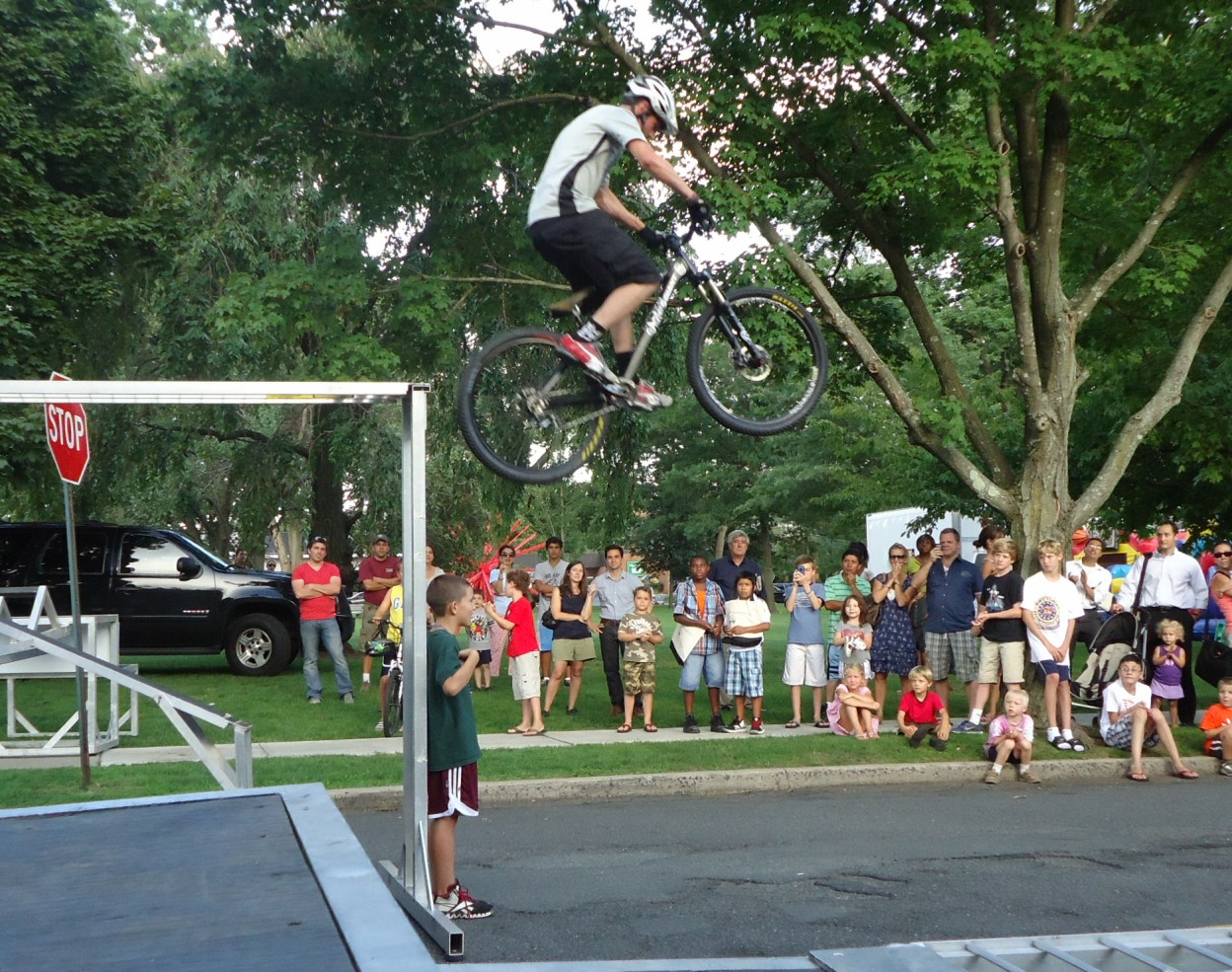

دوچرخهٔ کوهستان، دوچرخه‌ای مخصوص راه‌های بیرون شهری و جاده‌های خاکی و ناهموار است. دوچرخه کوهستان بعد از دوچرخه های هایبرید بیشترین تولید را به خود اختصاص داده است. در قدیم معمولاً این دوچرخه‌ها ۸، ۹ و ۱۰ دنده در عقب و ۳ دنده در جلو داشتند، اما اکنون با پیشرفت این سبک از دوچرخه استانداردهای آن دستخوش تغییرات زیادی شده است و در جدیدترین مدل‌ها دنده در عقب به تعداد ۱۲ و در جلو به تعداد ۱ تغییر داده شده است. این فرایند باعث شده است که وزن سیستم دنده کمتر و نیز بازدهی بالاتری برای مسابقات داشته باشد.

## طراحی و ساخت
این نوع دوچرخه به چهار دستهٔ عمده تقسیم می‌شود:
- سخت: دارای انعطاف‌ پذیری بسیار اندک
- دم سخت(به انگلیسی: Hard tail): دارای انشعاب محور تعلیق جلویی و بدون محور عقب
- دم نرم(به انگلیسی: Soft tail): دارای محور تعلیق عقب کوچک
- دوگانه یا دارای سیستم تعلیق کامل(به انگلیسی: full suspension)

## انواع دوچرخه کوهستان
به همان صورت که از نام دوچرخه کوهستان مشخص است این سبک از دوچرخه برای مسیرهای خاکی طراحی شده است. دوچرخه کوهستان به هفت رده تقسیم میشود که کاربری هر کدام  از دیگری متفاوت است. بنابراین شناخت آنها برای انتخاب و یا خرید دوچرخه بسیار مهم است. در ادامه کاربری این هفت سبک را به همراه تصاویر آنها می توانید مشاهده و مطالعه نمایید. 
1- کراس کانتری Cross country
2- اسپرت Sport
3- تریل Trail
4- آل مونتاین All mountain
5- اندرو Enduro
6- دانهیل Downhill
7- فت بایک Fat bikes

سبک های دوچرخه کوهستان براساس طراحی و نوع کمک‌فنر به کار رفته در آن به دو بخش دوچرخه‌های Hard Tail و Full Suspension تقسیم میشوند. Hard Tail  معمولا به دوچرخه‌هایی گفته می‌شود که تنها در دوشاخ جلو کمک‌فنر دارند و یا کلا کمک‌فنری ندارند.
Full Suspension  به دوچرخه‌هایی گفته می‌شود که بعلاوه کمک در دوشاخ جلو دارای یک کمک‌ در چرخ‌ عقب هم هستند. این دسته از دوچرخه‌ها فریمی دوتکه دارند؛ به‌نحوی‌که دارای یک بخش مثلثی در قسمت جلوی دوچرخه و یک بخش دیگر در سمت عقب دوچرخه هستند. (برگرفته از مقاله شناخت انوتع دوچرخه کوهستان- مجله دوچرخه و طبیعت)

## تنظیم ارتفاع زین و سایز دوچرخه کوهستان
- برای انتقال نیرو به رکاب هاو جلو گیری از آسیب به زانو ها، تنظیم صحیح دوچرخه بسیار مهم است. جدایی از آن اگر دوچرخه مخصوصا مهمترین بخش آن یعنی ارتفاع لوله زین به‌ درستی تنظیم نشود به راحتی می تواند به باعث سایش زانوها شود و این آسیب‌ها در بعضی از شرایط ممکن است تا ماه‌ها و یا چند سال زمان نیاز داشته باشد تا به خوبی برطرف شود.

باید توجه داشت قبل از تظیمات سایز دوچرخه ک با تنظیم ارتفاع لوله زین آغاز میشود، باید یک دوچرخه مناسب در سایز قد هر شخص در دسترس داشت. چرا که دوچرخه باید همانند یک کت و شلوار، مناسب سایز هر شخص باشد. بعد از داشتن یک دوچرخه در سایز مناسب، باید تنظیمات متناسب سازی را با توجه بهارتفاع قد دوچرخه سوار بر روی دوچرخه انجام داد.
1- تنظيم ارتفاع لوله زين، معمولاً نقطه شروع فرآيندهاي متناسب‌سازي دوچرخه است. برای فرایند تنظیم ارتفاع لوله زین دوچرخه ابتدا از شخصی بخواهید که دوچرخه را در حالت ایستاده برای شما نگاه دارد به صورتی که در زمان نشستن بر روی دوچرخه و در حالی که در حرکت نباشید آن شخص بتواند دوچرخه را محکم بگیرد تا تعادل شما برهم نخورد و یا از یک تیرنر استفاده کنید که دوچرخه را بتواند به صورت ایستاده نگه دارد.
2- در حالی که بصورت طبیعی روی زین دوچرخه نشسته اید و لگن خاصره‌تان روي زين تراز باشد، يكي از پاهایتان را که روی رکاب قرار دارد را در بالاترین وضعیت و دیگری را در پایین‌ترین وضعیت قرار دهید. پاشنه پاي که در وضعیت پایین قرار دارد و آويزان است بايد وقتي پدال در پايين‌ترين وضعيت خود قرار دارد (ساعت6) صرفاً آن را لمس كند. توجه داشته باشید زمانی که پاشنه پا روی رکاب قرار گرفت نباید زانو دچار خمیدگی  شود و صرفا پاشنه پا باید رکاب را لمس کند و البته نباید که پا با کشیدگی زیاد به رکاب برسد که باعث شود لگن شما کج شود.
3- در این مرحله پاشنه پاي خود را كمي عقب مي‌بريد تا پنجه را روي مركز پدال قرار دهيد بايد كمي خميدگي در زانوي خود داشته باشيد. این تنظیم صحیح ارتفاع لوله زین است.

## دوچرخه سواری کوهستان

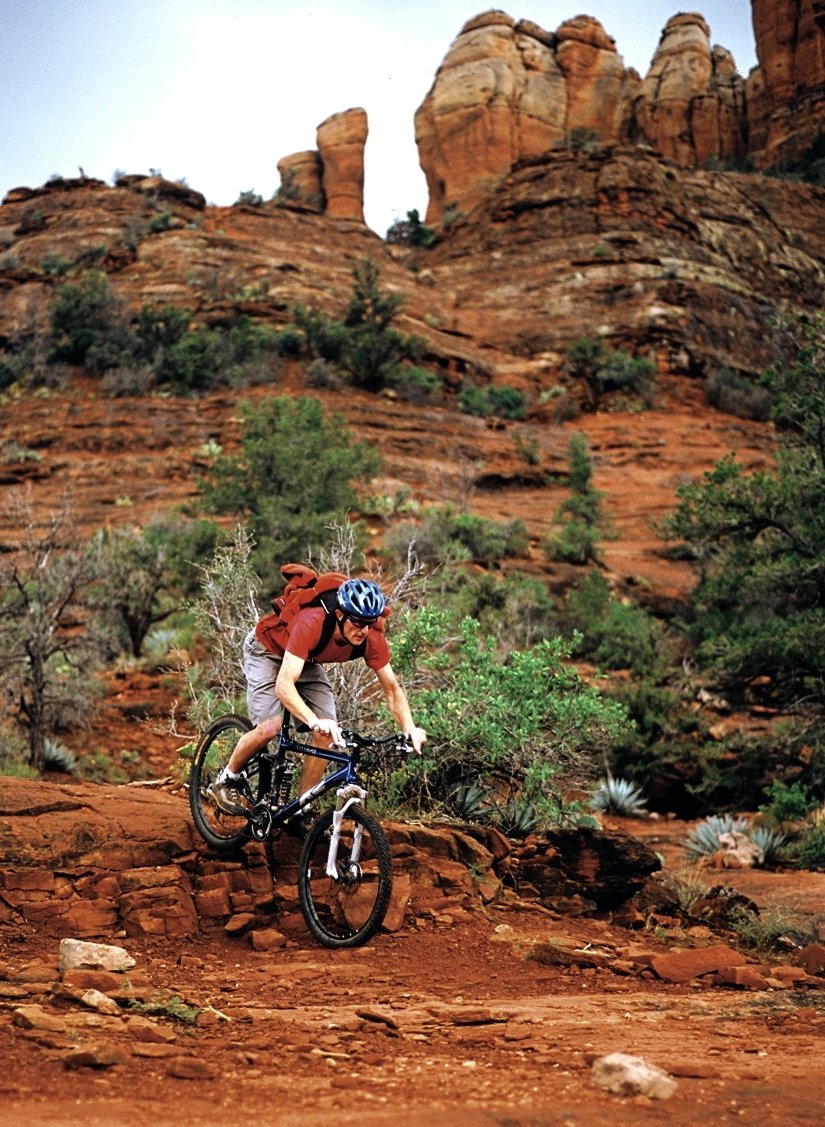
مسابقات دوچرخه‌سواری کوهستان - آریزونا، آمریکا

این ورزش با رشته‌هایی همانند کراس کانتری، کراس کانتری ماراتن، دانهیل، فور کراس، پریدن از خاک، مسابقات تعقیبی برگزار می‌شود.
دوچرخه‌سواری کوهستان از اواسط دهه ۱۹۷۰ میلادی به صورت مدرن انجام می‌شود و از سال ۱۹۹۶ در بازی‌های المپیک رسماً برگزار شده‌است.

## سایز چرخ دوچرخه کوهستان (Wheelset)
چرخ های عقب و جلو و یا همان Wheelset دوچرخه کوهستان در چندین استاندارد تولید می‌شوند که هرکدام سایز مخصوص به خود را دارند.در  دوچرخه‌های کوهستان سه سایز استاندارد 26، 27.5 و 29 اینچ ارائه می‌شوند،  این استاندارد سایزها برای کاربردهای مختلف، تولید و ارائه می‌شوند. برای مثال استاندارد سایز 26 استانداردی قدیمی است که اکنون شرکت‌های پیشرو در تولید دوچرخه کمتر از آن استفاده می‌کنند و سایزهای 27.5 و 29 استاندارد‌های جدیدی هستند که هرکدام مزایا و معایب خود را به همراه دارند.